# 1986년 대한민국
이 문서는 1986년 대한민국에서 일어난 사건을 다룬다.

## 재임자
제5공화국
- 대통령 : 전두환
- 국무총리 : 노신영